# День рождения императора
День рождения императора (яп. 天皇誕生日 Тэнно: тандзё:би) — государственный праздник в Японии, отмечаемый в день рождения правящего императора, который с 2020 года празднуется 23 февраля, так как император Нарухито родился в этот день в 1960 году. Предыдущий император Японии Акихито, чей день рождения 23 декабря, отрёкся от престола 30 апреля 2019 года. Следовательно, этот праздник, отмечавшийся с 1989 по 2018 годы 23 декабря, в 2019 году не отмечался вовсе, и его следующее празднование пришлось на следующий день рождения Императора Нарухито (23 февраля 2020 года).
Во время правления Муцухито (императора Мэйдзи), с 1868 по 1911, день рождения императора праздновался 3 ноября (в настоящее время в этот день отмечается День культуры).
Во время правления Ёсихито (императора Тайсё), с 1912 по 1926, день рождения императора праздновался 31 августа.
Во время правления Хирохито (императора Сёва), с 1927 по 1988, день рождения императора праздновался 29 апреля. После смерти Хирохито 29 апреля остался государственным праздником, сначала под названием День зелени, а с 2007 года — День Сёва (в то время как День зелени перемещён на 4 мая).
Императорский дворец обычно закрыт для посетителей; по традиции, широкой публике разрешается пройти на дворцовую территорию только два раза в году — в день рождения императора и 2 января. 23 декабря Акихито вместе с императрицей и некоторыми другими членами императорского семейства появлялся на балконе дворца за пуленепробиваемым стеклом. В течение нескольких минут император приветствовал людей, которые, в свою очередь, махали государственными флагами.

## Галерея

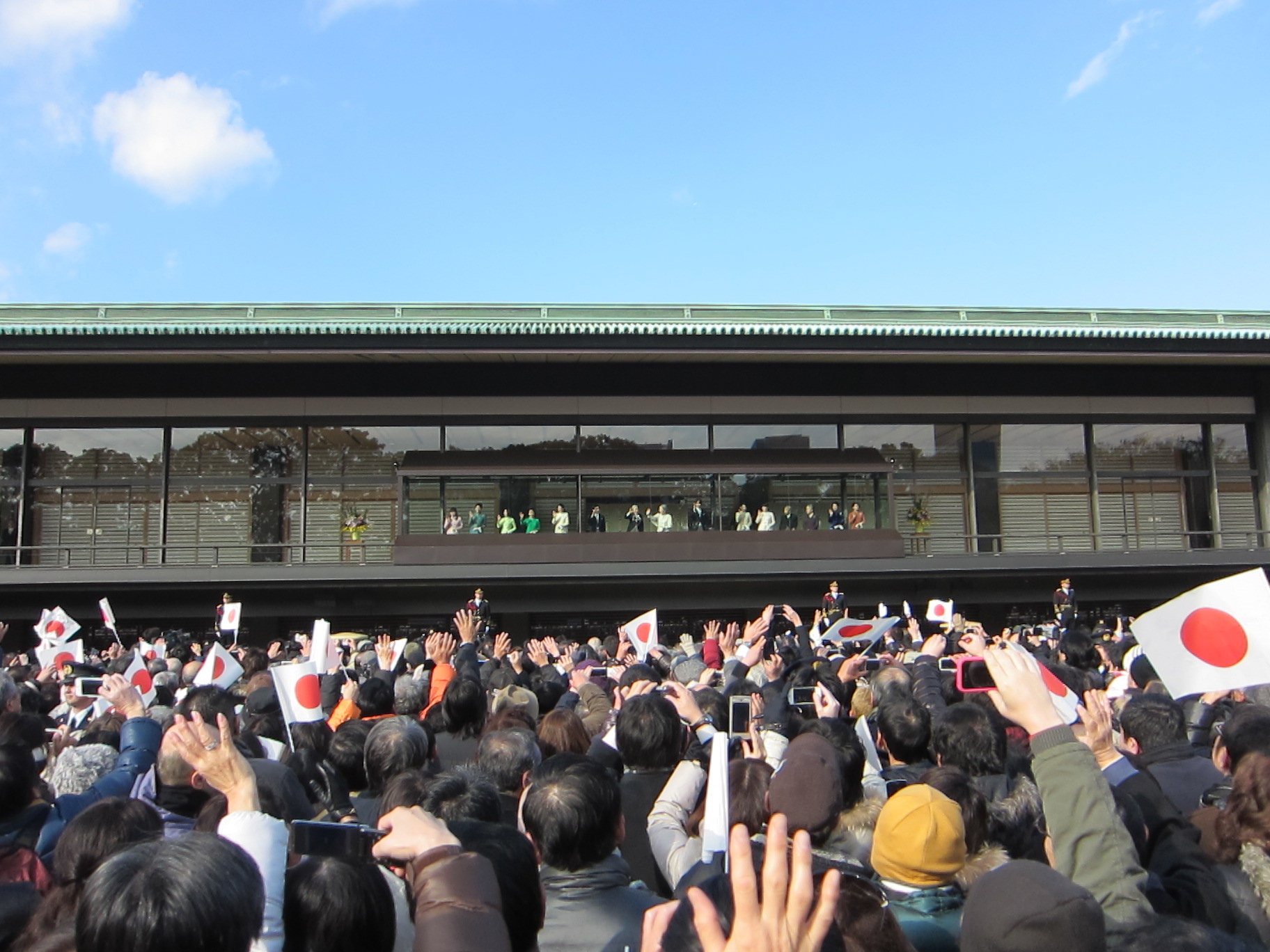
Праздник 2012
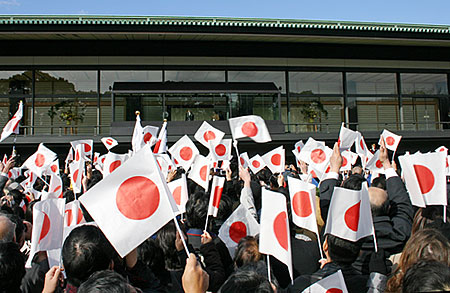
Акихито собирается приветствовать толпу, собравшуюся перед Императорским дворцом. 23 декабря 2004 года
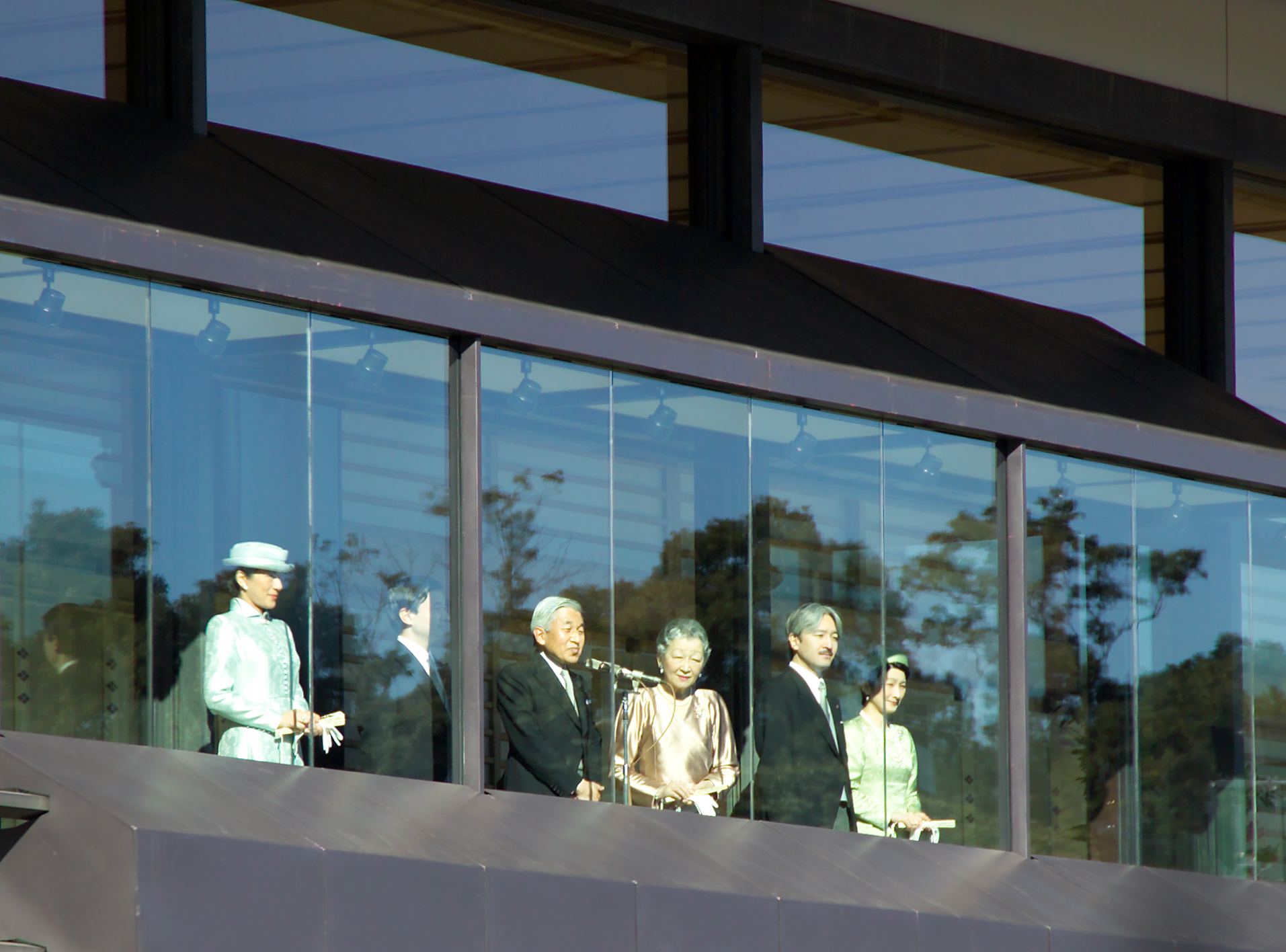
Императорское семейство. 23 декабря 2005 года
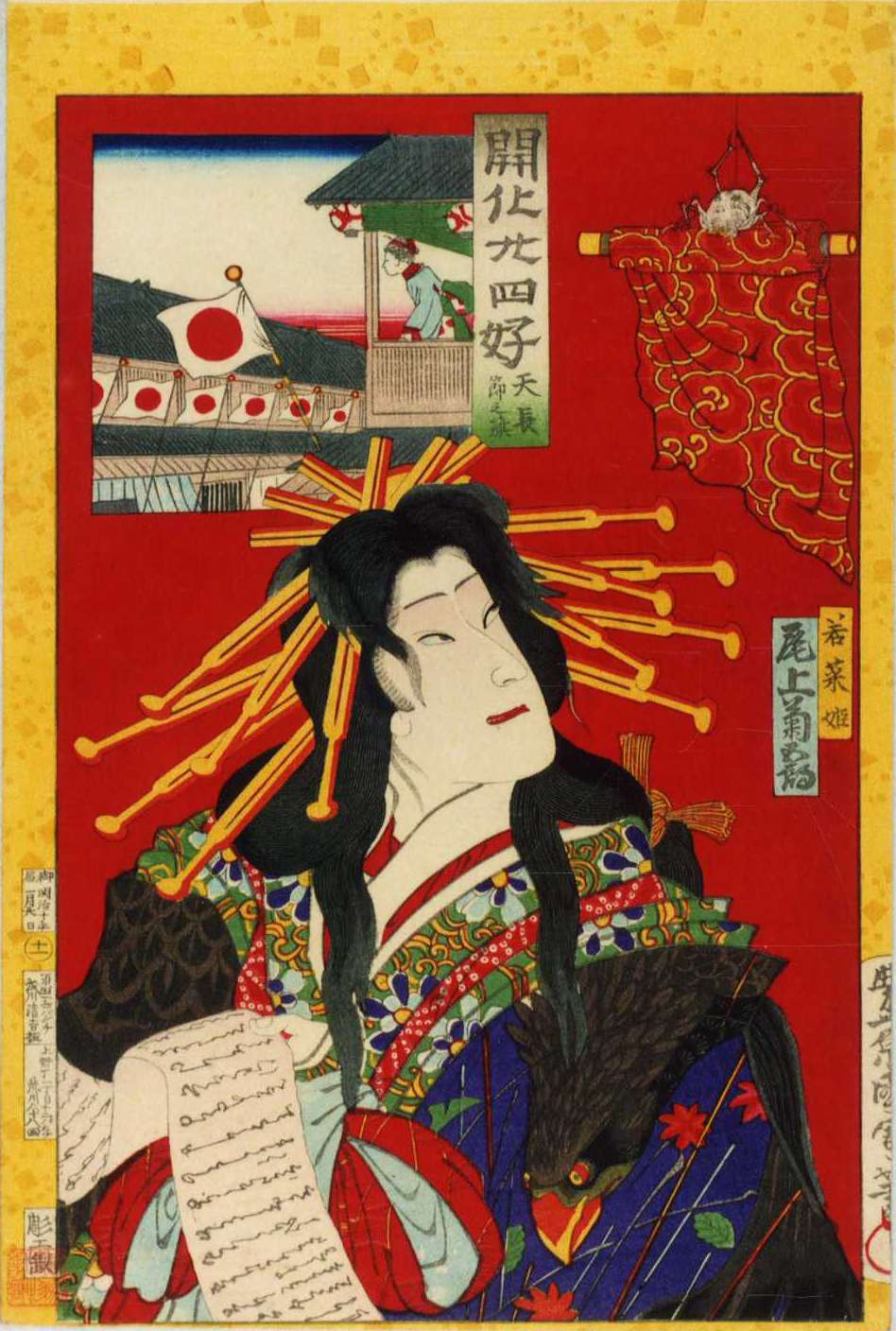
Флаг Императора (Tenchōsetsu) 1877 г.